# Discographie de Manfred Mann's Earth Band
Cet article présente la discographie du groupe de rock britannique, Manfred Mann's Earth Band. Elle se compose de seize albums studios, six albums live, huit compilations  et quarante singles.

## Présentation
Le Manfred Mann's Earth Band fut formé par Manfred Mann en 1971 après la séparation de son groupe précédent, Manfred Mann Chapter Three. Ce nouveau groupe du musicien sud-africain exilé à Londres pratiqua un rock progressif à ses débuts jusqu'en 1975 avant de se tourner vers un rock plus commercial à partir de l'album The Roaring Silence (1976). 
Cet album fut d'ailleurs son plus grand succès commercial et se classa à la 10e place des charts britanniques ainsi qu'au Billboard 200 américain. Le single "Blinded by the Light" atteignit la première place du Billboard Hot 100 le 19 février 1977. Le groupe classa sept de ses albums dans le top dix des charts norvégiens.
Le dernier album studio, Manfred Mann '06 with Manfred Mann Earth Band sortira en 2004 mais le groupe continue toujours à se produire sur scène.

## Albums

### Albums studios
| Album | Charts | Charts | Charts | Charts | Charts | Charts | Charts | Charts | Charts | Charts | Certifications |
| Album | UK     | ALL    | AUT    | CAN    | NOR    | N-Z    | P-B    | SWE    | SUI    | USA    | Certifications |
| --- | ------ | ------ | ------ | ------ | ------ | ------ | ------ | ------ | ------ | ------ | -------------- |
| Manfred Mann's Earth Band - Sortie: 18 février 1972 - Label: Philips - AllMusic Lien                                            | —      | —      | —      | —      | —      | —      | —      | —      | —      | 138    | —              |
| Glorified Magnified - Sortie: 29 septembre 1972 - Label: Philips - AllMusic Lien                                                | —      | —      | —      | —      | —      | —      | —      | —      | —      | —      | —              |
| Messin' - Titre US: Get Your Rocks Off - Sortie: 15 juin 1973 - Label: Vertigo Records - AllMusic Lien                          | —      | —      | —      | —      | —      | —      | —      | —      | —      | 196    | —              |
| Solar Fire - Sortie: 30 novembre 1973 - Label: Bronze Records - AllMusic Lien                                                   | —      | —      | —      | 96     | —      | —      | —      | —      | —      | 96     | Argent         |
| The Good Earth - Sortie: 11 octobre 1974 - Label: Bronze - AllMusic Lien                                                        | —      | —      | —      | —      | 20     | —      | —      | —      | —      | 157    | —              |
| Nightingales and Bombers - Sortie: 22 août 1975 - Label: Bronze - AllMusic Lien                                                 | —      | 49     | —      | —      | 10     | —      | 20     | —      | —      | 120    | —              |
| The Roaring Silence - Sortie: 27 août 1976 - Label: Bronze - AllMusic Lien                                                      | 10     | 26     | 10     | 6      | 6      | 34     | 11     | 17     | —      | 10     | Argent · Or    |
| Watch - Sortie: 24 février 1978 - Label: Bronze - AllMusic Lien                                                                 | 33     | 3      | 14     | 85     | 2      | 29     | 18     | 9      | —      | 83     | Platine        |
| Angel Station - Sortie: 9 mars 1979 - Label: Bronze - AllMusic Lien                                                             | 30     | 4      | 6      | —      | 3      | —      | 19     | 6      | —      | 144    | Or             |
| Chance - Sortie: 10 octobre 1980 - Label: Bronze - AllMusic Lien                                                                | —      | 11     | 12     | 23     | 6      | —      | —      | 13     | —      | 87     | —              |
| Somewhere in Afrika - Sortie: 18 février 1983 - Label: Bronze - AllMusic Lien                                                   | 87     | 8      | —      | —      | 8      | —      | —      | 14     | —      | 40     | —              |
| Criminal Tango - Sortie: 13 juin 1986 - Label: 10 Records - AllMusic Lien                                                       | —      | 17     | 26     | —      | 7      | —      | —      | 18     | 5      | —      | —              |
| Masque - Sortie: 16 octobre 1987 - Label: 10 Records - AllMusic Lien                                                            | —      | 44     | —      | —      | —      | —      | —      | —      | —      | —      | —              |
| Soft Vengeance - Sortie: 3 juin 1996 - Label: The Grapevine Label - AllMusic Lien                                               | —      | 65     | —      | —      | 22     | —      | —      | —      | —      | —      | —              |
| 2006 - Sorti sous Manfred Mann '06 with Manfred Mann Earth Band - Sortie: 25 octobre 2004 - Label: Edel Records - AllMusic Lien | —      | —      | —      | —      | —      | —      | —      | —      | —      | —      | —              |

### Albums en public
| Album | Charts | Charts | Charts | Charts |
| Album | UK     | ALL    | SWE    | SUI    |
| --- | ------ | ------ | ------ | ------ |
| Budapest Live - Sortie: 17 février 1984 - Label: Bronze - AllMusic Lien                                         | —      | 34     | 25     | 23     |
| Mann Alive - Sortie: - Label: Virgin / Cohesion Records - AllMusic Lien                                         | —      | —      | —      | —      |
| Alive in America - Sortie: 30 mai 2006 - Label: Renaissance Records - AllMusic Lien                             | —      | —      | —      | —      |
| Bootleg Archive Vol. 1-5 - Sortie: 2 novembre 2009 - Label: Cohesion Records - Coffret 5 CD                     | —      | —      | —      | —      |
| Bootleg Archive Vol. 6-10 - Sortie: 2 janvier 2017 - Label: Cohesion Records - Coffret 5 CD                     | —      | —      | —      | —      |
| Radio Days Vol.4 (live at the BBC 70-73) - Sortie: 10 mai 2019 - Label: East Central One Limited - Coffret 2 CD | —      | —      | —      | —      |

### Principales compilations
| Album | Charts | Charts | Charts | Charts | Charts | Charts | Certifications |
| Album | UK     | ALL    | NOR    | P-B    | SWE    | SUI    | Certifications |
| --- | ------ | ------ | ------ | ------ | ------ | ------ | -------------- |
| Manfred Mann's Earth Band 1971-1973 - Sortie: 1977 - Label: Vertigo                                         | —      | —      | —      | —      | —      | —      | —              |
| 20 Years of Manfred Mann's Earth Band 1971-1991 - Sortie: 1991 - Label: Vertigo                             | —      | —      | 17     | —      | —      | —      | —              |
| Blinded by the Light (The Very Best of) - Sortie: 1992 - Label: Arcade                                      | —      | 10     | 1      | 77     | 37     | 15     | Or             |
| The Very Best of - Sortie: 1994 - Label: Arcade                                                             | 69     | —      | —      | —      | —      | —      | —              |
| The Best Of Manfred Mann's Earth Band - Sortie: 1996 et uniquement - Label: Warner Archives - AllMusic Lien | —      | —      | —      | —      | —      | —      | —              |
| The Best Of Manfred Mann's Earth Band Re-Mastered - Sortie: 1999 - Label: Cohesion records                  | —      | 82     | —      | —      | —      | —      | —              |
| The Best of Manfred Mann's Earth Band Re-Mastered Volume II - Sortie: 2001 - Label: Cohesion Records        | —      | —      | —      | —      | —      | —      | —              |
| Odds & Sods (Mis-takes & Out-takes) - Sortie: 28 juillet 2005 - Label: Cohesion Records - AllMusic Lien     | —      | —      | —      | —      | —      | —      | —              |
| Mannthology - Sortie: 18 juin 2021 - Label: Petbrook Ltd - Coffret 3 CD                                     | —      | 21     | —      | —      | —      | —      | —              |

## Singles
| Année | Titre | Position dans les chartes | Position dans les chartes | Position dans les chartes | Position dans les chartes | Position dans les chartes | Position dans les chartes | Position dans les chartes | Position dans les chartes | Position dans les chartes | Position dans les chartes | Album                                                            |
| Année | Titre | R-U                       | ALL                       | AUT                       | BEL (W)                   | CAN                       | FIN                       | N-Z                       | P-B                       | US hot 100                | US Main.                  | Album                                                            |
| ----- | --- | ------------------------- | ------------------------- | ------------------------- | ------------------------- | ------------------------- | ------------------------- | ------------------------- | ------------------------- | ------------------------- | ------------------------- | ---------------------------------------------------------------- |
| 1971  | "Living Without You" - Face B: "Tribute"                                                                          | —                         | —                         | —                         | —                         | —                         | —                         | —                         | —                         | 69                        | —                         | Manfred Mann's Earth Band                                        |
| 1971  | "Mrs. Henry" - Face B: "Prayer"                                                                                   | —                         | —                         | —                         | —                         | —                         | —                         | —                         | —                         | —                         | —                         | Manfred Mann's Earth Band                                        |
| 1972  | "I'm Up And I'm Leaving " - Face B: "Part Time Man"                                                               | —                         | —                         | —                         | —                         | —                         | —                         | —                         | —                         | —                         | —                         | Manfred Mann's Earth Band                                        |
| 1972  | "Meat" - Face B: "Glorified Magnified"                                                                            | —                         | —                         | —                         | —                         | —                         | —                         | —                         | —                         | —                         | —                         | Glorified Magnified                                              |
| 1973  | "It's All Over Now, Baby Blue" - Face B: "Ashes"                                                                  | —                         | —                         | —                         | —                         | —                         | —                         | —                         | —                         | —                         | —                         | Glorified Magnified                                              |
| 1973  | "Get Your Rocks Off " - Face B: "Sadjoy"                                                                          | —                         | —                         | —                         | —                         | —                         | —                         | —                         | —                         | —                         | —                         | Messin'                                                          |
| 1973  | "Mardi Gras Day" - Face B: "Sadjoy"                                                                               | —                         | —                         | —                         | —                         | —                         | —                         | —                         | —                         | —                         | —                         | Messin'                                                          |
| 1973  | "Joybringer" - Face B: "Can't Eat Meat"                                                                           | 9                         | —                         | —                         | —                         | —                         | —                         | —                         | —                         | —                         | —                         | Non-album single                                                 |
| 1974  | "Father of Night, Father of Day" - Face B: "Solar Fire Two"                                                       | —                         | —                         | —                         | —                         | —                         | —                         | —                         | —                         | —                         | —                         | Solar Fire                                                       |
| 1974  | "Be Not Too Hard" - Face B: "Earth Hymn Part 2A"                                                                  | —                         | —                         | —                         | —                         | —                         | —                         | —                         | —                         | —                         | —                         | The Good Earth                                                   |
| 1975  | "Spirits in the Night" - Face B: "As Above So Below Part 2"                                                       | —                         | —                         | —                         | —                         | —                         | —                         | —                         | 10                        | 40                        | —                         | Nightingales and Bombers                                         |
| 1976  | "Blinded by the Light" - Face B: "Starbird" - Or                                                                  | 6                         | 42                        | —                         | 44                        | —                         | —                         | 8                         | 19                        | 1                         | —                         | The Roaring Silence                                              |
| 1976  | "Questions" - Face B: "Waiter, There Is A Yawn In My Ear"                                                         | —                         | —                         | —                         | —                         | —                         | —                         | —                         | —                         | —                         | —                         | The Roaring Silence                                              |
| 1977  | "Spirits in the Night" (nouvelle version) - Face B: "The Road To Babylon"                                         | —                         | —                         | —                         | —                         | 64                        | —                         | —                         | —                         | —                         | —                         | Non-album single                                                 |
| 1977  | "California" - Face B: "Chicago Institute"                                                                        | —                         | —                         | —                         | —                         | —                         | —                         | 31                        | —                         | —                         | —                         | Watch                                                            |
| 1978  | "Mighty Quinn" (live) - Face B: "Tiny"                                                                            | —                         | 36                        | —                         | —                         | —                         | —                         | —                         | —                         | —                         | —                         | Watch                                                            |
| 1978  | "Davy's On the Road Again" - Face B: "Bouillabaisse" - Argent                                                     | 6                         | 26                        | —                         | —                         | —                         | —                         | —                         | 18                        | —                         | —                         | Watch                                                            |
| 1979  | "You Angel You" - Face B: "Out In The Distance"                                                                   | 54                        | —                         | —                         | —                         | 93                        | —                         | —                         | —                         | 58                        | —                         | Angel Station                                                    |
| 1979  | "Don't Kill It Carol" - Face B: "Blinded By The Light"                                                            | 45                        | 23                        | —                         | —                         | —                         | —                         | —                         | —                         | —                         | —                         | Angel Station                                                    |
| 1980  | "Lies (Through the 80's)" - Face B: "You're Not My"                                                               | —                         | —                         | —                         | —                         | —                         | —                         | —                         | 26                        | —                         | —                         | Chance                                                           |
| 1980  | "For You" - Face B: "A Fool I Am"                                                                                 | —                         | —                         | —                         | —                         | —                         | —                         | —                         | —                         | —                         | 15                        | Chance                                                           |
| 1981  | "I (Who Have Nothing)" - Face B: "Man in Jam"                                                                     | —                         | 48                        | —                         | —                         | —                         | —                         | —                         | —                         | —                         | —                         | Non-album single                                                 |
| 1983  | "Eyes Of Nostradamus" - Face B: "Holidays End"                                                                    | —                         | —                         | —                         | —                         | —                         | —                         | —                         | —                         | —                         | —                         | Somewhere in Afrika                                              |
| 1983  | "Redemption Song" - Face B: "Wardream"                                                                            | —                         | —                         | —                         | —                         | —                         | —                         | —                         | —                         | —                         | —                         | Somewhere in Afrika                                              |
| 1983  | "Tribal Statistics" - Face B: "Where Do They Send Them"                                                           | —                         | —                         | —                         | —                         | —                         | —                         | —                         | —                         | —                         |                           | Somewhere in Afrika                                              |
| 1983  | "Demolition Man" - Face B: "It's Still The Same"                                                                  | —                         | —                         | —                         | —                         | —                         | —                         | —                         | —                         | —                         | —                         | Somewhere in Afrika                                              |
| 1984  | "Runner" - Face B: "No Transkei"                                                                                  | —                         | —                         | —                         | —                         | —                         | —                         | —                         | —                         | 22                        | 3                         | Somewhere in Afrika (version US)                                 |
| 1984  | "Rebel" - Face B: "Figures on a Page"                                                                             | —                         | —                         | —                         | —                         | —                         | —                         | —                         | —                         | —                         | 34                        | Somewhere in Afrika (version US)                                 |
| 1984  | "Davy's On the Road Again (live)" - Face B: "Mighty Quinn (live)"                                                 | —                         | —                         | —                         | —                         | —                         | —                         | —                         | —                         | —                         | —                         | Budapest Live                                                    |
| 1986  | "Do Anything You Wanna Do" - Face B: "Crossfire"                                                                  | —                         | —                         | —                         | —                         | —                         | —                         | —                         | —                         | —                         | —                         | Criminal Tango                                                   |
| 1986  | "Going Underground" - Face B: "I Shall Be Rescued"                                                                | —                         | —                         | —                         | —                         | —                         | —                         | —                         | —                         | —                         | —                         | Criminal Tango                                                   |
| 1987  | "Geronimo's Cadillac" - Face B: "Two Friends (From Mars & Saturn)"                                                | —                         | —                         | —                         | —                         | —                         | —                         | —                         | —                         | —                         | —                         | Masque                                                           |
| 1992  | "Blinded By The Light" - Face B: "Joybringer"                                                                     | —                         | —                         | —                         | —                         | —                         | —                         | —                         | —                         | —                         | —                         | Blinded by the Light: The Very Best of Manfred Mann's Earth Band |
| 1996  | "Nothing Ever Happens" - Face B: "Shelter from the Storm"                                                         | —                         | 97                        | —                         | —                         | —                         | —                         | —                         | —                         | —                         | —                         | Soft Vengeance                                                   |
| 1996  | "Pleasure and Pain" - Face B: "Lose the Touch"                                                                    | —                         | —                         | —                         | —                         | —                         | —                         | —                         | —                         | —                         | —                         | Soft Vengeance                                                   |
| 1996  | "Tumbling Ball" (promo) - Face B: "Adults Only"                                                                   | —                         | —                         | —                         | —                         | —                         | —                         | —                         | —                         | —                         | —                         | Soft Vengeance                                                   |
| 1998  | "The Mighty Quinn" (live) - Face B: "For You" (live)                                                              | —                         | —                         | —                         | —                         | —                         | —                         | —                         | —                         | —                         | —                         | Mann Alive                                                       |
| 2002  | "Blinded By the Light" (Radio Edit) - Funkstar De Luxe with MMEB - Face B: "Blinded By the Light"                 | —                         | —                         | —                         | —                         | —                         | —                         | —                         | —                         | —                         | —                         | Non Album single                                                 |
| 2005  | "For You" - The Disco Boys with MMEB - Face B: "For You" (Dub Mix) - Platine                                      | —                         | 17                        | 45                        | —                         | —                         | —                         | —                         | —                         | —                         | —                         | Non Album single                                                 |
| 2006  | "Demons and Dragons" - Face B: ""                                                                                 | —                         | —                         | —                         | —                         | —                         | —                         | —                         | —                         | —                         | —                         | 2006                                                             |
| 2007  | "Blinded by the Light" (Radio Cut) - Michael Mind Project with MMEB - Face B: "Blinded by the Light" (5 versions) | —                         | 12                        | 51                        | —                         | —                         | 6                         | —                         | —                         | —                         | —                         | Non Album single                                                 |

## Vidéos
| Année | Titre                            | Infos                                                                 |
| ----- | -------------------------------- | --------------------------------------------------------------------- |
| 2004  | Angel Station in Moscow          | - Sortie: 30 juin 2004 - Label: Cohesion (MANNDVD1) - Format: DVD     |
| 2006  | Unearthed: The Best of 1973–2005 | - Sortie: 11 décembre 2006 - Label: Cohesion (MANNDVD2) - Format: DVD |
| 2007  | Budapest Live                    | - Sortie: septembre 2007 - Label: Cohesion (MANNDVD3) - Format: DVD   |
| 2008  | Watch the DVD                    | - Sortie: 3 novembre 2008 - Label: Cohesion (MANNDVD4) - Format: DVD  |
| 2009  | Then And Now                     | - Sortie: décembre 2009 - Label: Cohesion (MANNDVD5) - Format: DVD    |